# Arboleda
Arboleda (in passato Berruecos, che rimane il nome del centro abitato principale) è un comune della Colombia facente parte del dipartimento di Nariño.
Il centro abitato venne fondato da Jaime Montero nel 1859.